# Vladimir Kojine
Vladimir Igorevitch Kojine (en russe : Влади́мир И́горевич Ко́жин, né le 28 février 1959 à Troïtsk, Oblast de Tcheliabinsk, Union soviétique) est un homme d’affaires et un homme politique russe.
Il est sénateur de Moscou depuis 2018. Auparavant, il était assistant du président de la Russie et chef de la direction du contrôle de l'administration présidentielle de la Russie. 
Il a le grade civil de conseiller d'État effectif de la fédération de Russie de 1re classe.

## Biographie

### Formation
Il est ingénieur diplômé du V. I. Ulyanov Electrotechnical Institute de Saint-Pétersbourg en 1982, et de la North-West Academy of Public Administration en 1999. 

### Carrière
En mars 1993, il devient directeur général de l'Association des coentreprises de Saint-Pétersbourg. D'octobre 1994 à septembre 1999, il est chef du Centre du Nord-Ouest de la Direction fédérale du contrôle de la monnaie et des exportations en Russie. Du 20 septembre 1999 au 12 janvier 2000, il dirige le Service fédéral russe de contrôle des changes et des exportations (VEK). 
Entre janvier 2000 et 2014, Kojine est chef du département de la gestion des biens présidentiels de la fédération de Russie, nommé par le président Vladimir Poutine. En 2008, le président Dmitri Medvedev le nomme membre du bureau exécutif du président. 
En 2010, il est proposé à Kojine de remplacer Iouri Loujkov au poste de maire de Moscou. 

### Engagements auprès du comité exécutif des jeux olympiques russe
Il occupe plusieurs postes auprès du comité exécutif des jeux olympiques russe. 
Depuis 2004, il est chairman du Conseil des Présidents de l'Association des sports olympiques d'hiver.
Depuis le 22 décembre 2005, il est premier vice-président du Comité olympique russe.
Entre 2007 et 2014, il est membre du Conseil de surveillance du Comité d'organisation de Sochi-2014. 
Depuis mai 2014, il est conseiller du président de la fédération de Russie pour la coopération militaire et technique.

### Sanctions
Le 20 mars 2014, l'Office de contrôle des avoirs étrangers (OFAC) annonce que Kojine et 19 autres hommes ont été ajoutés à la liste des ressortissants désignés (SDN), une liste de personnes sanctionnées comme «membres du cercle restreint des dirigeants russes»,,,,,. 

### Vie privée
Il est marié à Olyesya Boslovyak, avec laquelle il a deux filles.

## Distinctions et récompenses (sélection)
- Ordre du prince saint Daniel de Moscou, 3e classe (2002)[14]
- Prix d'État de la fédération de Russie (2003 ; pour ses efforts en vue de la rénovation du palais de Constantin à Strelna en tant que nouvelle résidence présidentielle)[15]
- Ordre du Mérite pour la Patrie, 2e classe (2006)[16] ; 4e classe (2009) [17]
- Ordre d'Alexandre Nevski (2014) [18]